# Nikolai van Gilse van der Pals
Nikolai (Nicolaus) Ferdinand van Gilse van der Pals, född 20 maj 1891 i Sankt Petersburg, död 22 april 1969 i Borgå, var en nederländsk-rysk-finländsk dirigent och musikvetare.
Nikolai van Gilse van der Pals blev filosofie doktor vid Leipzigs universitet 1914 med musikvetenskap som huvudämne. Han var dirigent för Helsingfors orkesterförening 1921–1941, musikrecensent i Hufvudstadsbladet 1920–1940, privatlärare i pianospel och musikteori samt uppträdde som gästdirigent i bland annat Tyskland, Polen, Tjeckoslovakien, Ungern och Österrike. Han instrumenterade flera större orkesterverk och en engelsk opera. Han var ordinarie dirigent för Borgå orkesterförening från 1959. Han författade en studie över Nikolaj Rimskij-Korsakovs operor (Paris 1929) och en över Pjotr Tjajkovskij (Potsdam 1939).